# Rynek (ekonomia)
Rynek – w ekonomii całokształt transakcji kupna i sprzedaży oraz warunków w jakich one przebiegają. Na rynku konkurencyjnym tak dokonuje się ustalenia ceny oraz ilości dóbr. To także określona zbiorowość podmiotów gospodarujących zainteresowanych dokonywaniem operacji kupna-sprzedaży określonych dóbr, wartości lub usług. Część zbiorowości reprezentuje podaż (oferenci) zaś część popyt (nabywcy). Przeciwstawienie się popytu podaży w określonym miejscu oraz czasie prowadzi do ustalenia ceny, wartości będącej przedmiotem obrotu – sprawia to iż dochodzą do skutku transakcje kupna-sprzedaży.
Rynek jest instytucją, która umożliwia zawarcie transakcji między sprzedającym a kupującym. Każdy rynek ma określoną strukturę. Strukturę tę tworzą kupujący i sprzedający, którzy mogą być partnerami równorzędnymi lub też narzucać sobie nawzajem różne warunki, zależnie od “siły”, jaką dysponują. Przedmiotem transakcji dokonywanych pomiędzy kupującym i sprzedającym są dobra, usługi czy tytuły prawne.

## Rodzaje rynku

### Według rodzaju dóbr będących przedmiotem obrotu
- Rynek towarów
- Rynek dóbr konsumpcyjnych
- Rynek dóbr przemysłowych
- Rynek usług – obejmuje dobra które są konsumowane w trakcie ich produkcji, np.: usługi spedycyjne, bankowe
- Rynek finansowy – obejmuje rynek walutowy (obrót pieniądzem i środkami dewizowymi), rynek kapitałowy (obrót akcjami i obligacjami), rynek instrumentów pochodnych oraz obrót ubezpieczeniami.
- Rynek czynników produkcji (ziemi, pracy, kapitału)

### Według zasięgu geograficznego
- Lokalny – w bezpośrednim otoczeniu klienta
- Regionalny – do kontaktów między klientem a dostawcami dochodzi na większym terenie, np. powiatu, województwa
- Narodowy (krajowy) – funkcjonuje w obrębie państwa
- Międzynarodowy – prowadzone są transakcje pomiędzy przynajmniej dwoma państwami
- Światowy – dotyczy wymian dóbr i usług na obszarze całego świata

### Według głównych miejsc produkcji i konsumpcji
- Rynek pierwotny – główne miejsca produkcji
- Rynek centralny – główne miejsce obrotu i konsumpcji

### Według relacji popytu do podaży
- Rynek nabywcy (jeśli podaż jest większa od popytu)
- Rynek sprzedawcy (jeśli popyt jest większy od podaży)

### Według swobody dokonywania transakcji na rynku
- Rynek wolny – swoboda obrotu, podjęcia działalności, minimalizacja ograniczeń dostępu do poszczególnych rynków międzynarodowych.
- Rynek reglamentowany
- Szary rynek (szara strefa) – posiadanie reglamentowanych dóbr jest legalne, ale obrót nimi poza wyznaczonym systemem reglamentacji jest zakazany.
- Czarny rynek – obrót wartościami, których posiadanie jest nielegalne lub ograniczone do pewnych organizacji, zakazany jest także obrót tymi wartościami.

### Formy rynków zorganizowanych
- Rynki formalne – do nich należy zaliczyć:
  - targi i wystawy
  - giełdy towarowe
  - aukcje
  - przetargi
- Rynki formalne ułomne
- Rynki nieformalne

### Według kryterium skali lub wielkości transakcji
- Hurtowy
- Detaliczny (półhurt)

### Według charakteru transakcji handlowej
- Dóbr i usług
- Produkcyjny – rynek elementów służących do dalszej produkcji (np. maszyn, urządzeń) lub elementów służących do dalszego przetworzenia, półproduktów (np. surowców, minerałów)
- Konsumpcyjny – zaspakaja bezpośrednio zapotrzebowanie konsumentów
- Kapitałowy – np. środków pieniężnych, papierów wartościowych
- Pracy

### Według stopnia zaspokojenia potrzeb
- Producenta – jest to taka sytuacja na rynku w której warunki dyktuje producent. Występuje brak konkurencji (monopol), oczekiwania nabywców znacznie przewyższają oferowaną do sprzedaży ilość produktów (popyt jest większy niż podaż), toteż sprzedawcy nie zabiegają o konsumenta, a nabywcy muszą rywalizować w ich zdobywaniu; konsekwencją takiego stanu rzeczy może być korupcja, wprowadzanie reglamentacji sprzedaży, przydziałów, talonów i wreszcie dystrybucja za pomocą systemu kartkowego;
- Konsumenta – sytuacja przeciwna do rynku producenta, tzn. warunki dyktuje konsument (klient). Nieodzownym elementem tego rynku jest konkurencja. Ilość produktów przeznaczonych do sprzedaży przewyższa zapotrzebowanie klientów.

## Charakterystyka modeli rynku

### Modele rynku w literaturze socjologicznej
Występują tu dwie kategorie modeli rynku:
- Model eksploracyjny – uzasadnia konkretne właściwości rynku jako całości, jak również opisuje system rynkowy w terminach jego składników i zachodzącymi między nimi relacjami.

- Model prognostyczny – określa pewne elementy strukturalne rynku, jak również zachodzące między nimi relacje. Za pomocą których przewidzimy zajście na rynku pewnych zdarzeń przyszłych, czyli kierunku przemian rynkowych.

Rynek w literaturze socjologicznej nie powinniśmy traktować jako całości jednorodnej, kierowanej wyznaczonym mechanizmem rynkowym, ale jako zróżnicowany społecznie wynik działań społeczeństwa.

### Modele rynku w ujęciu historycznym
Występują tu trzy modele rynku:
- Rynek jako archetyp racjonalnego społeczeństwa – przedstawicielem koncepcji tego modelu rynku jest Max Weber, który prezentuję rynek jako formalno-racjonalną instytucję, która upatruje podstawę w racjonalnej wymianie. Uczestnik procesu wymiany działa zgodnie z etyką protestancką, dokonując racjonalnej kalkulacji zarówno kosztów i zysków, niemożności złamania obietnicy, jak również prawidłowości umów.

- Rynek jako instytucja komercjalizacji życia społecznego – przedstawicielem koncepcji tego modelu rynku jest Karl Polanyi. Jego zdaniem, pod wpływem rozwoju gospodarki rynkowej, system gospodarczy w społeczeństwie staje się samodzielny i przyjmuje imperialistyczny charakter. Poprzez przeprowadzenie analizy historycznej aktywności gospodarczej zostały wyodrębnione trzy główne typy wymiany: wymiana opartej na tradycji, której jedynym elementem kalkulacji jest równowartość wymienianych produktów i usług, wymiana o charakterze redystrybucyjnym oraz wymiana regulowana przez popyt i podaż. Rynek w tym modelu wywiera znaczący wpływ na społeczeństwo. Komercjalizacja pozaekonomicznych obszarów może wywołać negatywne skutki np. nieprzestrzeganie etyki pracy.

- Rynek jako „trwałe zmienne” – przedstawicielem koncepcji tego modelu rynku jest Talcott Parsons. Jego zdaniem zmiany społeczne dokonywane są w określonym czasie przez wynalazki ludzkie (takie jak pozytywne prawo, pieniądz, biurokracja), które w przyszłości zmieniają społeczeństwo, stanowiąc impuls do zmian ewolucyjnych. Rynek rozwija się poprzez rozwój podmiotów rynkowych.

### Modele rynku w ujęciu kulturowym
Osobliwość nowoczesnego rynku można zrozumieć poprzez sporządzenie analizy porównawczej systemów wymiany w społecznościach o różnorodnym stopniu rozwoju struktur społecznych. Informacji do takiej analizy dostarcza antropologia kulturowa. Zestawienie społeczeństwa prymitywnego z nowożytnym może służyć zbudowaniu „idealnego rynku”.

### Model rynku jako komunikatywnej publiczności rynkowej
Przedstawicielem koncepcji tego modelu rynku jest Eugen Buβ. Według niego relacje między producentami a nabywcami są regulowane przez mechanizm regulacji społecznej. Przedsiębiorstwa na rynku, powinny dbać zarówno o wymiar ekonomiczny konkurencji, jak i powinny budować kanały informacyjne z klientami i kontrahentami. Buβ uważa, iż publiczność rynkowa jest konkretnym rzeczywistym bytem, jak również jest abstrakcyjną publicznością ze swoim cechami. System zachowań rynkowych, system norm rynkowych i system kontroli, stanowią główne składniki modelu komunikatywnej publiczności.

### Dychotomiczny model rynku
Ten model rynkowy pozwala wyznaczyć dwa typy porządków rynkowych, mają one bowiem swoje podstawy w ekonomicznych i społecznych zasadach systemowych. Są nimi rynek i plan, które w praktyce są systemami wzajemnie się przenikającymi, choćby w społecznej gospodarce rynkowej. Ralf Dahrendorf podjął się wytłumaczenia relacji między rynkiem a planem. Jego zdaniem, ideą wyjaśnienia rynku jest racjonalność. Przejawia ona zarówno postać racjonalności rynku, jak i racjonalności planu.

### Model rynku w ujęciu systemowym
Głównym przedstawicielem perspektywy systemowej jest Talcott Parsons, który określa rolę rynku jako znaczącego substytutu społecznego, mającego wpływ na funkcjonowanie społeczeństwa współczesnego. Według niego system społeczny to zbiór jednostek związanych siecią dostatecznie długotrwałych interakcji, które zaspokajają ich potrzeby, jak i mają charakter uporządkowany. Przyczyniają się do postrzegania rynku jako system równoważnie współdziałający z innymi elementami strukturalnymi społeczeństwa. Poprzez dokonanie analizy możemy zauważyć związek pomiędzy rynkiem a środowiskiem zewnętrznym. Rynek możemy ująć jako wewnętrzne środowisko systemu społecznego.

### Model rynku kooperatywnego i rynku niekooperatywnego
Przedstawicielem koncepcji modelu rynku opartego na procesach kooperacji i niekooperacji jest Karl Dieter Opp. Według niego społeczno-strukturalne realistyczne zmienne rynkowe, jako główne wyróżniki kooperacji rynkowej, powinny zaistnieć jako podstawa analizy. Uczestnicy rynkowi powiązani są ze sobą za pomocą procesów kooperacji. Fundamentem modelu rynku kooperatywnego jest założenia, iż transakcje rynkowe podejmą postać dylematu wyboru więźnia, który jako wymiana towarów można objaśnić na przykładzie dokonywania transakcji rynkowych. Zachowanie kooperatywne ma miejsce gdy, uczestnicy w wyniku transakcji rynkowej odnoszą obopólną korzyść. Jest to najkorzystniejsza wymiana dóbr i usług dla uczestników. Natomiast zachowanie niekooperatywne ma miejsce podczas transakcji rynkowej, gdzie tylko jedna strona odnosi korzyści. Bohater wymiany dokonuje zapłaty za dane dobro, bądź usługę. Jednak druga strona nie wywiązuje się z umowy i nie wydaje jej tego dobra, bądź nie wykonuje usługi. Opp przy tworzeniu mikromodelu kooperacji rynkowej i niekooperacji na rynku skorzystał z teorii dylematu więźnia. Mikromodel rynku przedstawia indywidualne uwarunkowania podejmowania decyzji w transakcjach rynkowych. Największe zyski podczas długiego okresu, przynosi długo trwająca kooperacja. Działania niekooperatywne, zostają szybko zauważane i przynoszą negatywne skutki. Opp stworzył również model makrorynku. Wyróżnił on w nim dwa wskaźniki konkurujące ze sobą wartościami, czyli: atomistyczną strukturę rynku-określającą sytuację, w której zmiana podaży i popytu na dane dobra nie wpływa na jego cenę, oraz rynkową przejrzystość- dzięki której uczestnik jest informowany o cenie danego produktu. Obydwa wskaźniki nie występują w tym samym czasie. Odnosi się to do dużych rynków, na których im więcej zatomizowanych grup, tym przejrzystość rynkowa jest bardziej ograniczona.

## Czynniki rynkowe
Czynniki rynkowe to między innymi zmiany poziomu dochodów nabywców, cen innych towarów oraz oczekiwania nabywców co do zmian cen w przyszłości.

## Czynniki pozarynkowe
- Demograficzne (liczba ludności pod względem wieku, płci, zatrudnienia)
- Naturalne (klimatyczno-atmosferyczne)
- Preferencje nabywców (gust, upodobania, zwyczaje)
- Polityczne (zagrożenia wewnętrzne i zewnętrzne, np. wojny)